# Who You Selling For
Who You Selling For — третій студійний альбом американського рок-гурту The Pretty Reckless. В США альбом вийшов 21 жовтня 2016.

## Запис та випуск
На початку вересня 2015 року фронтвумен Тейлор Момсен заявила, що група працює над новим матеріалом в студії. Тейлор писала пісні разом з лід-гітаристом Беном Філліпсом, в той час як продюсером був Като Хендвала.
Назва Who You Selling For та дата випуску були озвучені 9 серпня 2016 року. Щодо назви, Момсен сказала: «Для мене це питання, яке кидає виклик тому, що я роблю зі своїм життям. Це ставить під сумнів значення моїх дій взагалі. Також щоб розуміти значення музики, потрібно поставитися більш уважно до альбому ». Вона також пояснила, що обкладинка - «дуже пряме уявлення того, що я відчуваю зараз. Я хотіла щоб вона була професійна і проявляла емоції, які я відчуваю в життя.

## Список пісень
Автор музики і слів Тейлор Момсен та Бен Філліпс. 
| #     | Назва                                       | Тривалість |
| ----- | ------------------------------------------- | ---------- |
| 1.    | «The Walls Are Closing In / Hangman»        | 6:36       |
| 2.    | «Oh My God»                                 | 3:25       |
| 3.    | «Take Me Down»                              | 4:13       |
| 4.    | «Prisoner»                                  | 3:00       |
| 5.    | «Wild City»                                 | 4:48       |
| 6.    | «Back to the River» (разом з Warren Haynes) | 5:07       |
| 7.    | «Who You Selling For»                       | 2:47       |
| 8.    | «Bedroom Window»                            | 2:04       |
| 9.    | «Living in the Storm»                       | 5:01       |
| 10.   | «Already Dead»                              | 4:16       |
| 11.   | «The Devil's Back»                          | 7:06       |
| 12.   | «Mad Love»                                  | 3:23       |
| 51:46 |                                             |            |

| Японське видання (бонусні треки) | Японське видання (бонусні треки)  | Японське видання (бонусні треки) |
| #                                | Назва                             | Тривалість                       |
| -------------------------------- | --------------------------------- | -------------------------------- |
| 13.                              | «The Devil's Back» (demo version) | 7:09                             |
| 58:55                            |                                   |                                  |

## Чарти
| Чарт (2016)                         | Місце |
| ----------------------------------- | ----- |
| Australian Albums Chart             | 33    |
| Austrian Albums Chart               | 42    |
| Belgian Albums Chart (Фландрія)     | 192   |
| Belgian Albums Chart (Валлонія)     | 133   |
| Canadian Albums Chart               | 12    |
| French Albums Chart                 | 90    |
| German Albums Chart                 | 38    |
| Italian Albums Chart                | 96    |
| Japanese Albums Chart               | 162   |
| New Zealand Albums Chart            | 24    |
| Scottish Albums Chart               | 14    |
| Swiss Albums Chart                  | 45    |
| UK Albums Chart                     | 23    |
| UK Rock & Metal Albums              | 2     |
| Billboard 200                       | 13    |
| US Billboard Top Alternative Albums | 2     |
| US Billboard Top Hard Rock Albums   | 3     |
| US Billboard Top Rock Albums        | 4     |